# Warnowo (województwo zachodniopomorskie)
Warnowo (niem. Warnow) – wieś w Polsce położona w województwie zachodniopomorskim, w powiecie kamieńskim, w gminie Wolin.
W Warnowie znajduje się przystanek PKS i stacja kolejowa leżąca na linii kolejowej nr 401 (Szczecin Dąbie – Świnoujście Port), na której zatrzymują się pociągi relacji Szczecin – Świnoujście. We wsi są sklepy spożywcze, świetlica wiejska i kościół.

## Położenie
Warnowo położone w otulinie Wolińskiego Parku Narodowego, na skraju Pojezierza Wolińskiego, w centralnej części wyspy Wolin. Do Wolina jest 12 km, natomiast do Międzyzdrojów 16.

## Historia
Wiadomo, że na terenie dzisiejszego Warnowa żyli ludzie w epoce brązu oraz w okresie kultury łużyckiej. Z tego też okresu znaleziono bogate skarby. W IX i X wieku istniało tu grodzisko słowiańskie usytuowane na półwyspie jeziora Warnowo Zachodnie. Pierwsza pisana wzmianka o wsi pochodzi z roku 1596. Jest wspomniane w niej, że w miejscowości był zamek postawiony przez szczecińskiego księcia Jana Fryderyka.
W latach 1975–1998 miejscowość należała administracyjnie do województwa szczecińskiego.

## Etymologia
Nazwa miejscowości pochodzi od nazwy ptaka „wrona”. Polanie mówili „wrona”, natomiast Pomorzanie tego samego ptaka nazywali „warna”. Stąd wieś Warnowo.

## Turystyka i zabytki
W Warnowie jest do zobaczenia m.in. Wydrzy Głaz (8 m w obwodzie) oraz ślady słowiańskich grodzisk. Występują chronione gatunki zwierząt i roślin.
We wsi przy domu nr 42 są dwie lipy – pomniki przyrody. Do zabytkowych obiektów należą z kolei budynki o numerach 30 i 69 oraz zagroda leśniczego. Warto również zobaczyć pomnik poległych, zespół budynków kolejowych, domy mieszkalne: b. szkoła, nr: 5, 27, 33, 38, 43, 57, 66, budynki gospodarcze nr: 5, 40, 69, stodoły nr: 66, 69 i młyn o numerze 45.
Na skrzyżowaniu szos koło Warnowa znajduje się węzeł szlaków turystycznych, przy którym  Warnowski szlak łącznikowy kończy się przy  Szlaku przez Pojezierze Warnowsko-Kołczewskie.